# Cascate Marmore

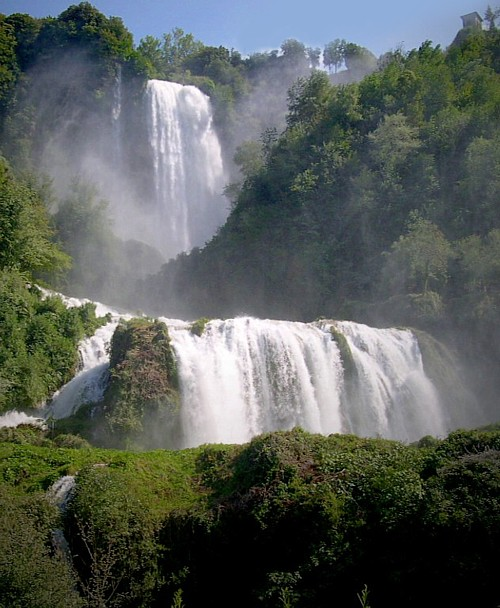
Cascate Marmore

Cascate Marmore là thác nước thuộc vùng 	Umbria, Ý. Đây là thác nước nhân tạo, được xây dựng từ năm 271 TCN bởi những người La Mã. Đây là thác nước nhân tạo lớn nhất thế giới.
Nó bắt nguồn từ sông Velino sau đó chảy qua hồ Piediluco của Marmore, sau đó đổ vào xuống thung lũng tạo thành sông Nera.